# Danh sách đơn vị hành chính Quảng Tây
Khu tự trị dân tộc Choang, Quảng Tây, Trung Quốc được chia ra:
- 14 thành phố thuộc tỉnh (địa cấp thị)
- 56 huyện
- 34 khu (quận)
- 12 huyện tự trị
- 7 thành phố cấp huyện (huyện cấp thị).

Các thành phố (địa cấp thị) là:
| Thành phố (địa cấp thị)     | Quận | Huyện, thành phố cấp huyện (huyện cấp thị) |
| --------------------------- | --- | --- |
| • Nam Ninh (南宁)           | • Thanh Tú (青秀) • Hưng Ninh (兴宁) • Tây Hương Đường (西乡塘) • Lương Khánh (良庆) • Giang Nam(江南) • Ung Ninh(邕宁) | • Vũ Minh (武鸣) • Long An (隆安) • Mã Sơn (马山) • Thượng Lâm (上林) • Tân Dương (宾阳) • Hoành (横) |
| • Liễu Châu (柳州)          | • Thành Trung (城中) • Ngư Phong (鱼峰) • Liễu Bắc (柳北) • Liễu Nam (柳南)                                             | • Liễu Giang (柳江) • Liễu Thành (柳城) • Lộc Trại (鹿寨) • Dung An (融安) • Dung Thủy (融水) (huyện tự trị dân tộc Miêu) • Tam Giang (三江) (huyện tự trị dân tộc Động) |
| • Quế Lâm (桂林)            | • Tượng Sơn (象山) • Tú Phong (秀峰) • Điệp Thái (叠彩) • Thất Tinh (七星) • Nhạn Sơn (雁山)                            | • Dương Sóc (阳朔) • Lâm Quế (临桂) • Linh Xuyên (灵川) • Toàn Châu (全州) • Bình Lạc (平乐) • Hưng An(兴安) • Quán Dương (灌阳) • Lệ Phố (荔浦) • Tư Nguyên (资源) • Vĩnh Phúc (永福) • Long Thắng (龙胜) (huyện tự trị các dân tộc) • Cung Thành (恭城) (huyện tự trị dân tộc Dao)                                                             |
| • Ngô Châu (梧州)           | • Vạn Tú (万秀) • Điệp Sơn (蝶山) • Trường Châu (长洲)                                                                  | • Sầm Khê (岑溪) (huyện cấp thị) • Thương Ngô (苍梧) • Đằng (藤) • Mông Sơn (蒙山) |
| • Bắc Hải (北海)            | • Hải Thành (海城) • Ngân Hải (银海) • Thiết Sơn Cảng (铁山港)                                                          | • Hợp Phố (合浦) |
| • Phòng Thành Cảng (防城港) | • Cảng Khẩu (港口) • Phòng Thành (防城)                                                                                 | • Đông Hưng (东兴) (huyện cấp thị) • Thượng Tư (上思) |
| • Khâm Châu (钦州)          | • Khâm Nam (钦南) • Khâm Bắc (钦北)                                                                                     | • Linh Sơn (灵山) • Phố Bắc (浦北) |
| • Quý Cảng (贵港)           | • Cảng Bắc (港北) • Cảng Nam (港南) • Đàm Đường (覃塘)                                                                  | • Quế Bình (桂平) (huyện cấp thị) • Bình Nam (平南) |
| • Ngọc Lâm (玉林)           | • Ngọc Châu (玉州) | • Bắc Lưu (北流) (huyện cấp thị) • Dung (容) • Lục Xuyên (陆川) • Bác Bạch (博白) • Hưng Nghiệp (兴业) |
| • Bách Sắc (百色)           | • Hữu Giang (右江) | • Lăng Vân (凌云) • Bình Quả (平果) • Tây Lâm (西林) • Lạc Nghiệp (乐业) • Đức Bảo (德保) • Điền Lâm (田林) • Điền Dương (田阳) • Tĩnh Tây (靖西) • Điền Đông (田东) • Na Pha (那坡) • Long Lâm (隆林) (huyện tự trị các dân tộc) |
| • Hạ Châu (贺州)            | • Bát Bộ (八步) | • Chung Sơn (钟山) • Chiêu Bình (昭平) • Phú Xuyên (富川) (huyện tự trị dân tộc Dao) |
| • Hà Trì (河池)             | • Kim Thành Giang (金城江)                                                                                              | • Nghi Châu (宜州) (huyện cấp thị) • Thiên Nga (天峨) • Phượng Sơn (凤山) • Nam Đan (南丹) • Đông Lan (东兰) • Đô An (都安) (huyện tự trị dân tộc Dao) • La Thành (罗城) (huyện tự trị dân tộc Mục Lão) • Ba Mã (巴马) (huyện tự trị dân tộc Dao) • Hoàn Giang (环江) (huyện tự trị dân tộc Mao Nam) • Đại Hóa (大化) (huyện tự trị dân tộc Dao) |
| • Lai Tân (来宾)            | • Hưng Tân (兴宾 | • Hợp Sơn (合山) (huyện cấp thị) • Tượng Châu (象州) • Vũ Tuyên (武宣)\| • Hân Thành (忻城) • Kim Tú (金秀) (huyện tự trị dân tộc Dao) |
| • Sùng Tả (崇左)            | • Giang Châu (江州) | • Bằng Tường (凭祥) (huyện cấp thị) • Ninh Minh (宁明) • Phù Tuy (扶绥) • Long Châu (龙州) • Đại Tân (大新) • Thiên Đẳng(天等) |